# Leucauge moerens
Leucauge moerens là một loài nhện trong họ Tetragnathidae.
Loài này thuộc chi Leucauge. Leucauge moerens được Octavius Pickard-Cambridge miêu tả năm 1896.